# Omri Hazor
Omri Hazor es un deportista israelí que compitió en vela en la clase Mistral. Ganó una medalla de plata en el Campeonato Europeo de Mistral de 2006.

## Palmarés internacional
| \| Campeonato Europeo \| Campeonato Europeo \| Campeonato Europeo \| Campeonato Europeo \| \| Año \| Lugar \| Medalla \| Clase \| \| ------------------ \| ------------------ \| ------------------ \| ------------------ \| \| 2006 \| Palermo (Italia) \| Medalla de plata \| Mistral \| |                  |                  |         |
| Campeonato Europeo |                  |                  |         |
| Año | Lugar            | Medalla          | Clase   |
| 2006 | Palermo (Italia) | Medalla de plata | Mistral |